# Deutz-Fahr

Deutz-Fahr logo fino al 2013

La Deutz-Fahr nacque nel 1968 dall'acquisizione della maggioranza del capitale azionario di FAHR, importante azienda che già dal secolo precedente produceva attrezzature agricole, da parte del gruppo Klöckner-Humboldt-Deutz AG (KHD).
Dal 1995 Deutz-Fahr entra a far parte del gruppo italiano SAME Lamborghini Hürlimann, diventando SAME DEUTZ-FAHR Group.

## Storia della Fahr
La società Fahr fu fondata da Johann Georg Fahr nella seconda metà del 1800, e fra i loro prodotti più noti vi fu la mietilegatrice del 1911. Il primo trattore, il Fahr F22, venne costruito nel 1938 su idea di Wilfred Fahr e Bernhard Flerlage,con motore diesel motore bicilindrico Deutz F2M414 da 22 CV. 

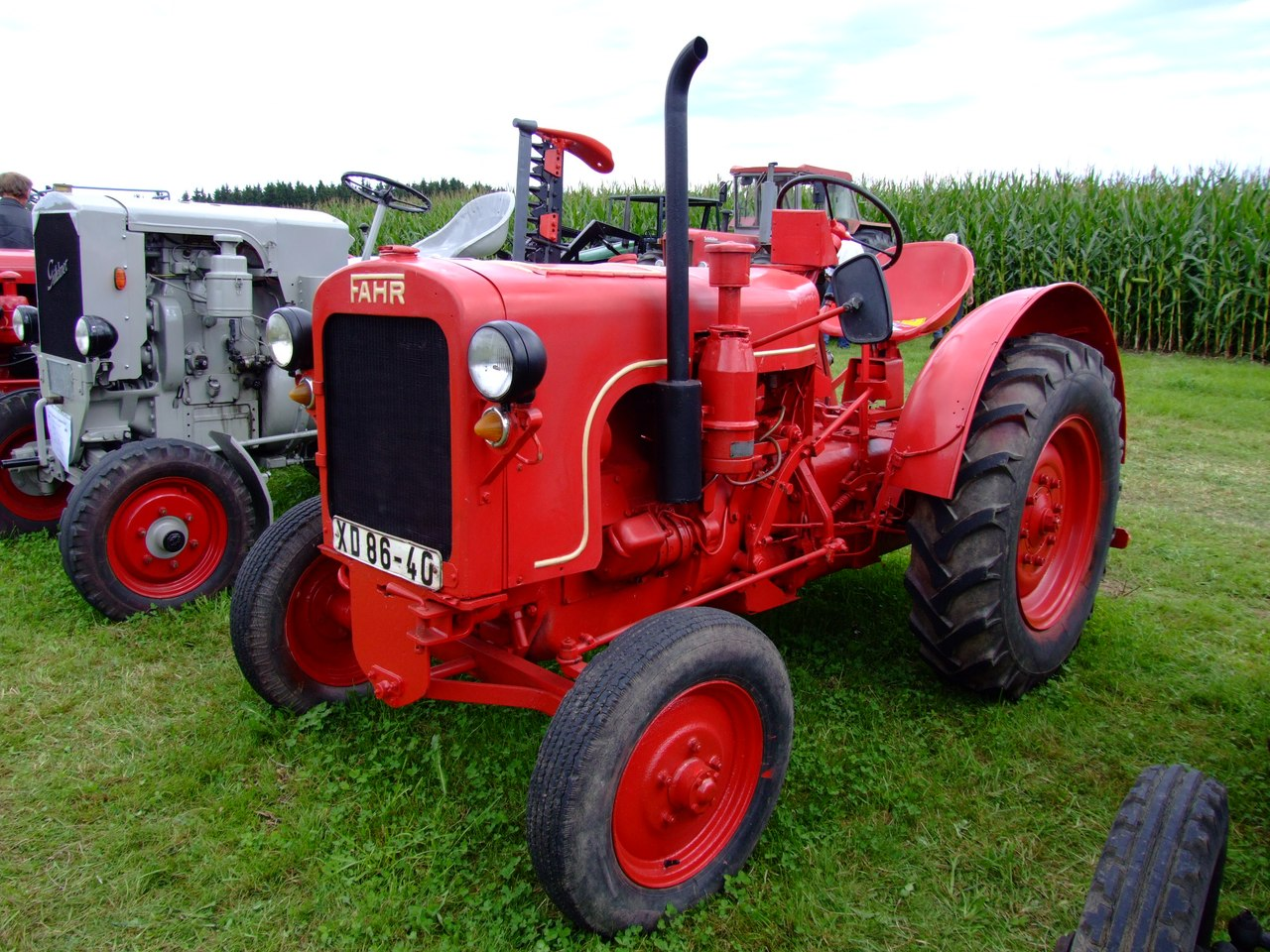
Fahr F22

Il primo progetto si sviluppò, diventando nel 1940 il Fahr T22, e dal 1942 il Fahr Holzgasschlepper HG25.
Terminata la seconda guerra mondiale l'azienda dovette adattarsi alle nuove esigenze del mercato, ampliando la gamma dei prodotti. Fra i modelli più importanti prodotti il Fahr D30 W (1949), Fahr D15 (1949), Fahr D12N (1953), Fahr D17N (1953), Fahr D90 (1954) e il Fahr D180H (1954).

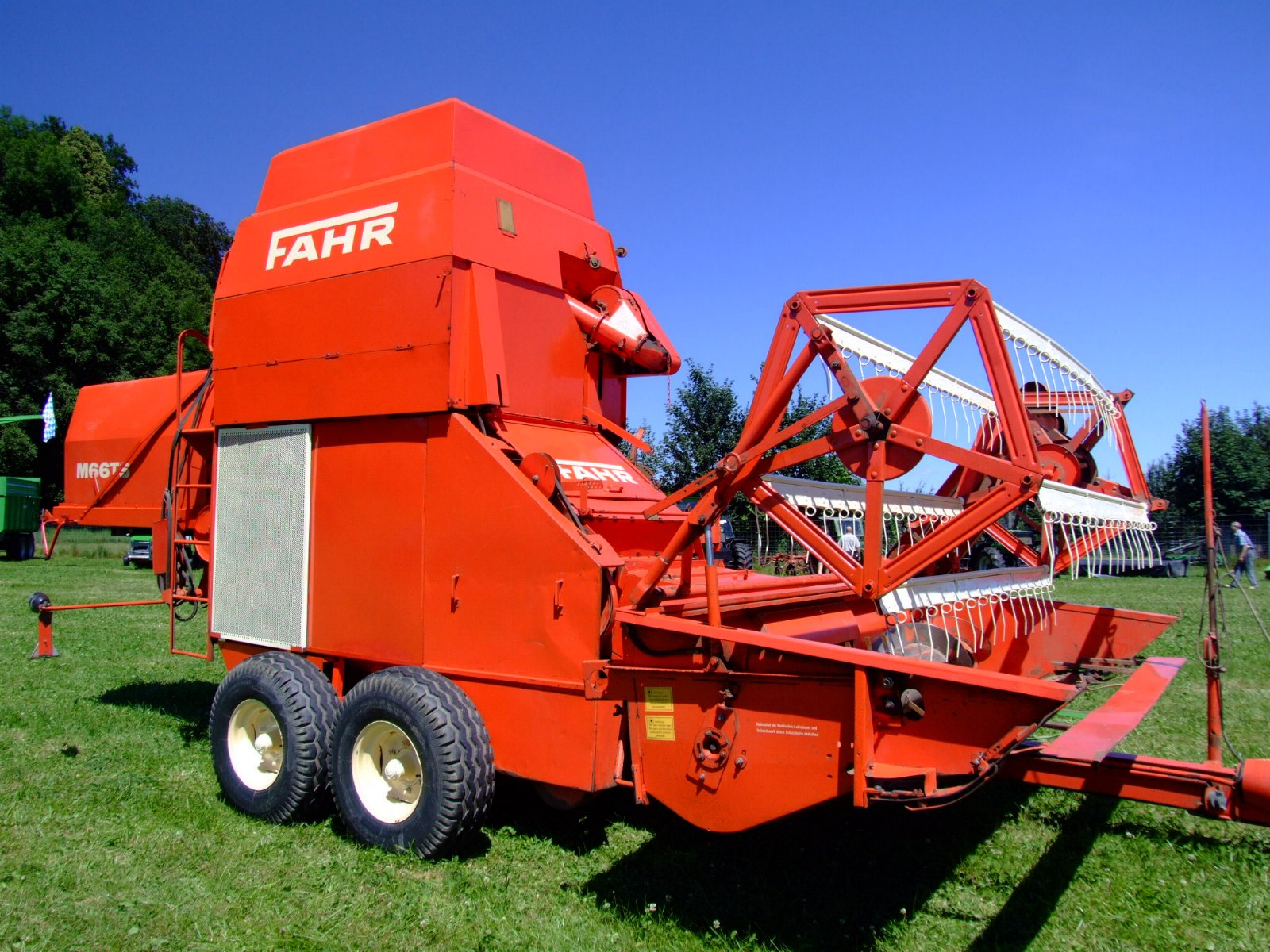
Fahr M66TS

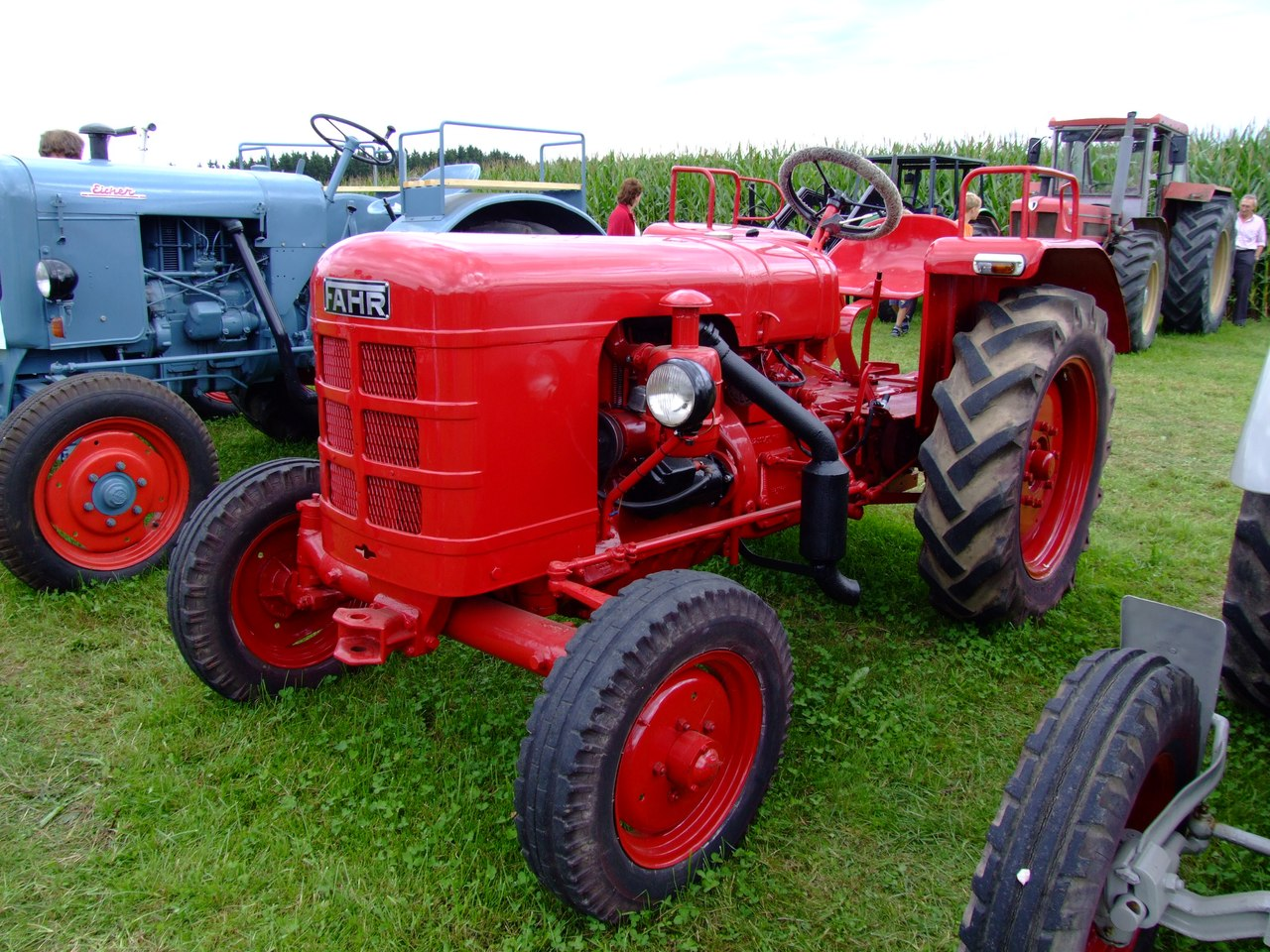
Fahr D270

Nel 1961 la KHD rilevò il 25% delle azioni Fahr. L'acquisizione ed il controllo completo degli impianti e dell'attività commerciale avverranno nel 1977.
Macchinari prodotti
- Macchine e attrezzature per la lavorazione del terreno: trinciaforaggi, trebbiatrici, mulini da grano, frese, presse e argani (1870)
- Macchine per la raccolta del foraggio: falciatrici, voltafieno, andanatrici (1896)
- Macchine per la raccolta dei cereali, mietitrici, mietilegatrici e mietitrebbie (1909)
- Macchine per la raccolta di fieno e paglia: presse, rotopresse, imballatrice, trinciapaglia, trinciamais,   rimorchi autocaricanti (1952)
- Macchine per il trasporto, la concimazione e la lavorazione del terreno (1954)

Trattori Fahr
- F22 (1938)
- T22 (1940)
- HG25 (1942)
- D28U (1948)
- D30W – D22 – D15 (1949)
- D15H (1950)
- D30L – D25H – D22P – D22PH (1951)
- D55L – D12 – D60L – D45L  - D12H (1952)
- D25N – D25NH – D12N – D12NH – D17N – D17NH (1953)
- D17NA – D17NHA – D90 – D270B – D160 – D160H – D180H – D90H – D270H – D270
- D130 – D130H (1954)
- GT130 – D181 – D400A – D400B – (1955)
- D88 –D66 – D165H (1956)
- D130A – D130AH (1957)
- D135 – D135H – D177 (1958)
- D133N – D177S – D460 – D131W – D131L - D133T (1959)
- D88E – D132W – D132L (1960)

Negli anni '70, in Argentina, La Cantábrica lancia la serie FX di Fahr. Tre modelli compongono la linea: FX 80, FX 100 e FX 120.

## Storia della Deutz

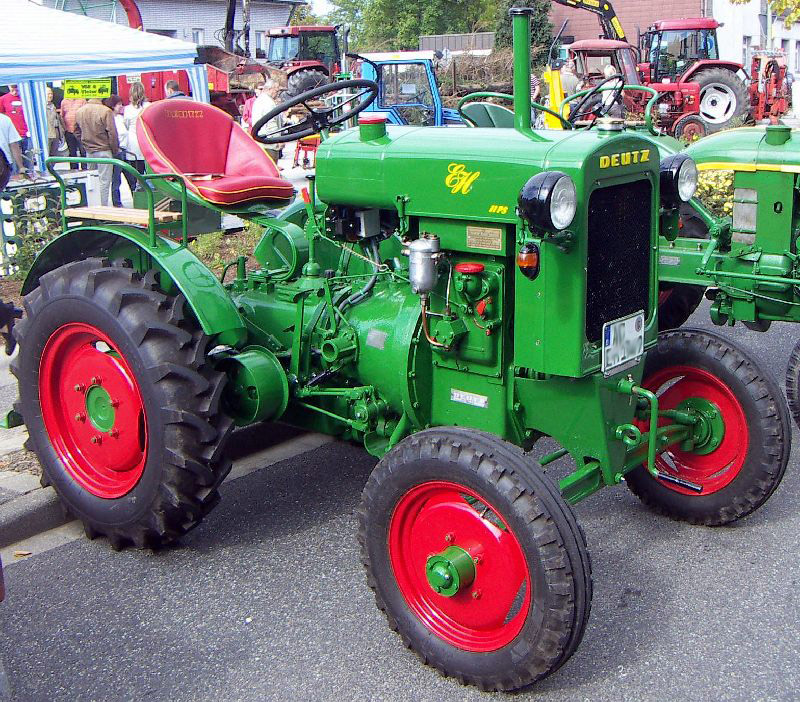
Deutz F2 M315

Nel 1864 Nikolaus August Otto e Eugen Langen fondano la N.A. Otto &Cie. a Colonia, prima fabbrica di motori al mondo, diventata poi nel 1938 Klöckner-Humboldt-Deutz AG
Nel 1867 vi è la premiazione del “motore a gas atmosferico” sviluppato da N.A. Otto e E. Langen all'Esposizione Universale di Parigi con una medaglia d'oro per la macchina a propulsione più economica per la piccola industria.
Nel 1872 avviene un primo ingrandimento della fabbrica e la fondazione della società per azioni Gasmotoren-Fabrik Deutz AG (GFD).
Nel 1876 Nicolaus August Otto completa il motore a quattro tempi a compressione utilizzabile per tutti i tipi di carburante: ebbe inizio la motorizzazione del mondo, che prese il via da Colonia.
Nel 1884 Otto sviluppa l'accensione con magnete a bassa tensione. Tale sistema di accensione elettrico viene acquisito da Robert Bosch per la sua attività.
Nel 1894 a Philadelphia (USA) inizia la produzione di automobili azionate da motori Otto e di trattori.
Nel 1907 Inizia la produzione in serie di motori diesel.
Tra il 1907 e 1912 sotto la direzione dell'italiano Bugatti vengono costruiti a Colonia alcuni modelli di autovetture.
Il 1914 è l'anno del 50º anniversario. Finora sono stati prodotti motori con una potenza complessiva di 90.000 CV. Nell'azienda lavorano 3400 operai e 700 impiegati.
Nel 1921 Consorzio con Motorenfabrik Oberursel AG e variazione della ragione sociale in Motorenfabrik Deutz AG.
Nel 1927 la Deutz costruisce a Colonia il suo primo trattore stradale con motore diesel senza compressore, il Deutz MTH 222 da 14CV con due marce in avanti e una retromarcia.
Dal 1930, in seguito alla fusione di Motorenfabrik Deutz AG con Maschinenbauanstalt Humboldt AG, l'azienda cambia nome in Humboldt-Deutz Motoren AG.
A partire dal 1934 viene prodotto il Deutz F2 M315, nel 1935 nacque il Deutz F3 M317, mentre nel 1936 viene lanciato il  Deutz F1 M414, con motore monocilindrico, una potenza di 11 cv. e raffreddamento ad acqua. Soprannominato il trattore del popolo, darà l'input decisivo alla meccanizzazione delle piccole aziende agricole, e sarà costruito fino al 1951. Segue la produzione della trattore con motore raffreddato ad aria fino al 1959.

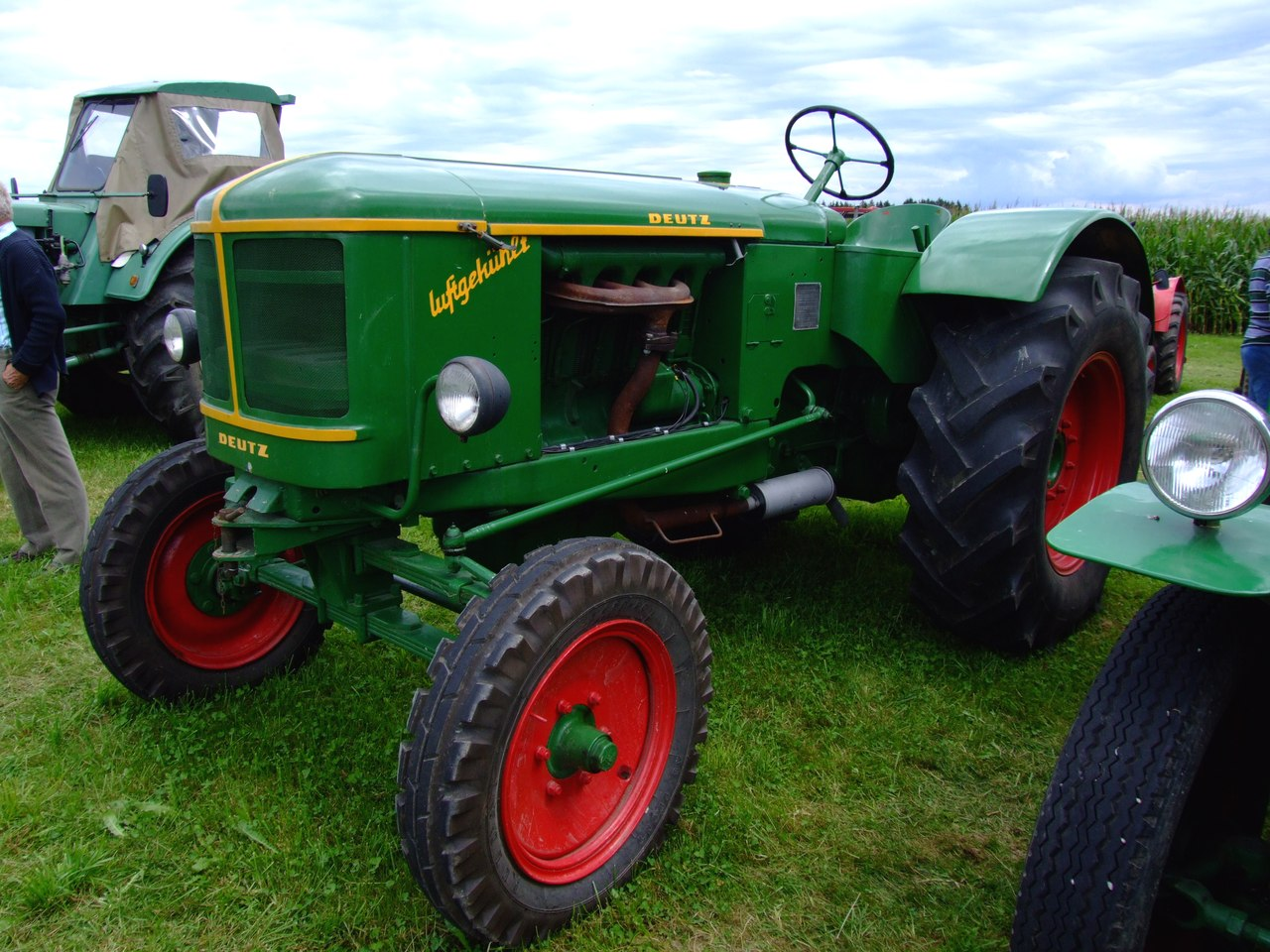
Deutz F4 L514

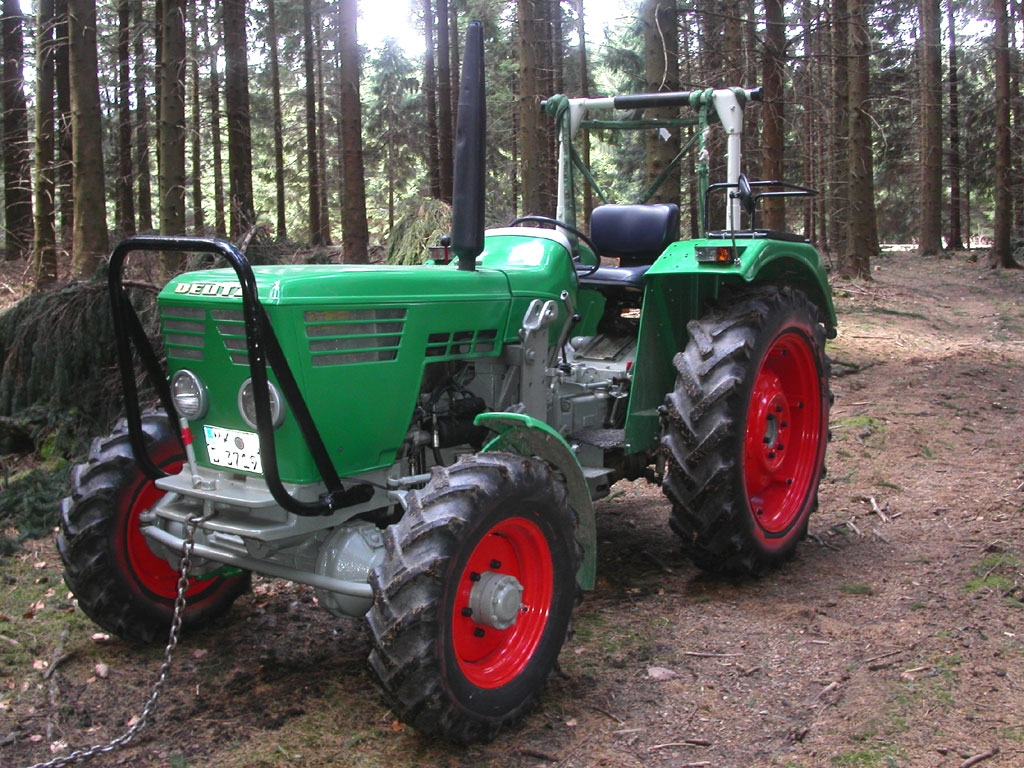
Deutz D5006

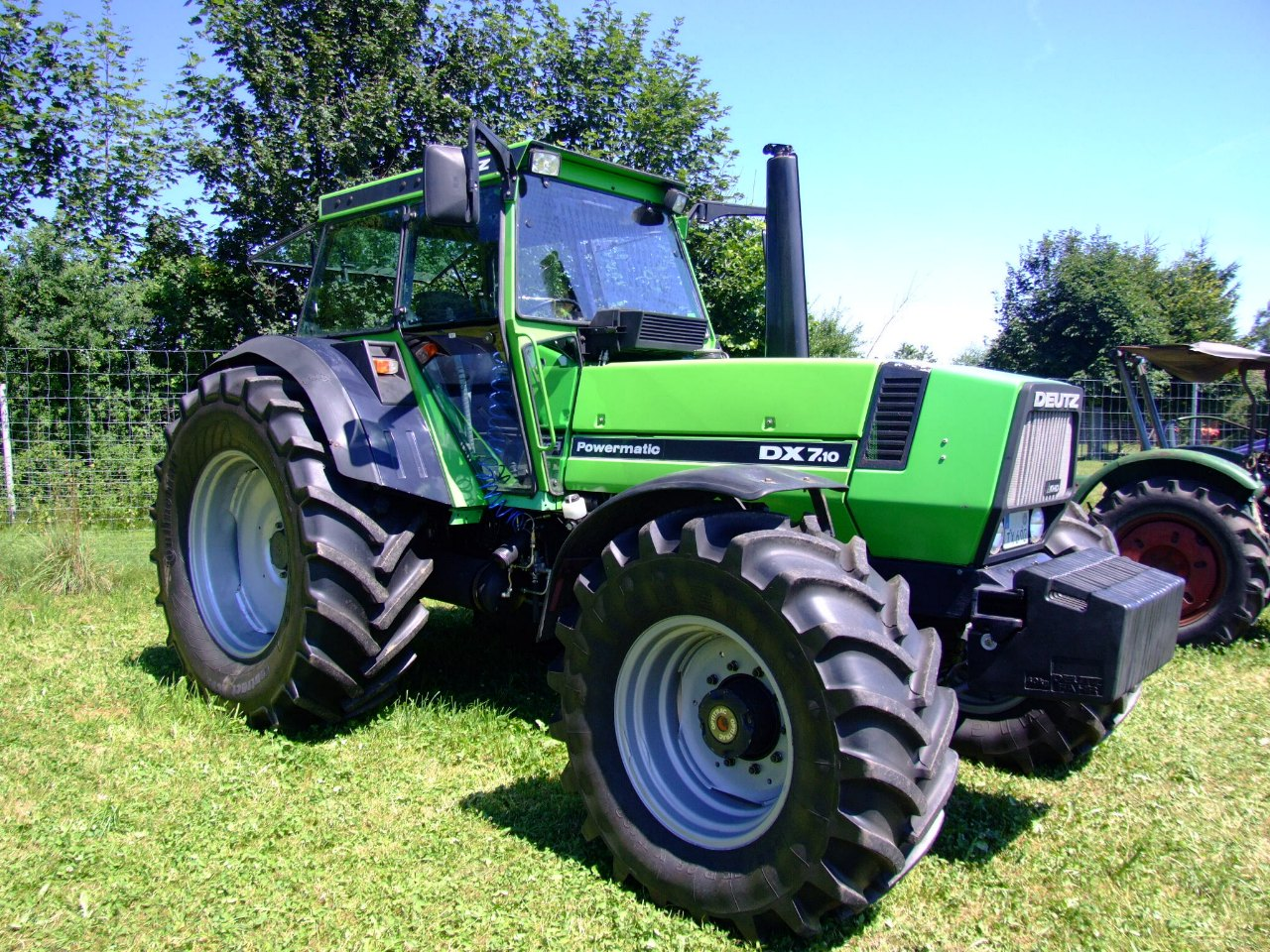
Deutz DX7.10

Nel 1936 avviene l'acquisizione della società Fahrzeugfabrik C.D. Magirus AG di Ulma, costruttrice di camion.
Nel 1937/1938 con l'acquisizione della Klöckner e la ridenominazione in KHD: Klöckner – Humboldt – DEUTZ AG nasce uno dei più grandi conglomerati del Reich, che copre tutti i comparti del mondo motoristico: auto, camion, treni, navi, aerei, trattori.
Pesanti devastazioni dovute alla guerra determinano un blocco della produzione nell'inverno a cavallo tra il 1944 e il 1945. Alla fine della guerra, gli stabilimenti di Colonia erano distrutti al 74%.
Nel 1945 inizia la fase di ricostruzione.
Nel 1950, cinque anni dopo la fine della guerra, la situazione e la produzione sono ritornate alla normalità. Maestranze: 13.000 dipendenti; produzione: 40.000 motori con una potenza complessiva di 1,5 milioni di CV; 10.000 trattori, 6.000 veicoli industriali; fatturato: 300 milioni di marchi.
Inizia l'epoca dei motori raffreddati ad aria. Il primo è l'F1L 514 da 15 cv. In questo periodo Deutz introduce anche la presa di forza diretta con doppia frizione.
Grazie a D 25 (1958), D 40 (1958), D 15 (1959) con motori di nuova generazione FL 712 e con sospensioni anteriori che miglioravano il comfort di guida, Deutz ebbe un grande successo nelle vendite.
Nel 1952 gli argentini fecero SIADA, concessi in licenza i trattori Deutz prima presso la città di Cañuelas, provincia di Buenos Aires. Cinque modelli (tre raffreddatori ad aria e due raffreddamenti ad acqua) come Deutz F1L514, Deutz F2L514, Deutz F3L514, Deutz F3M417 e Deutz F2M417.
Nel 1953 inizia la produzione di trattori cingolati.
Nel 1958 viene introdotta la serie di trattori D, il cui modello di maggior successo è il D 40. Dal 1962 le macchine vengono equipaggiate con la regolazione idraulica Deutz, il “Deutz-Transfermatic-System”. Poco prima della fine della serie, nel 1964 viene lanciato il primo Deutz a sei cilindri. La potenza erogata dal D 80 è di 75 CV.
Nel 1959 firma un accordo in Argentina con La Cantábrica per la produzione di trattori e attrezzi agricoli nella città di Haedo, Buenos Aires. I primi modelli sono i Deutz D-35, Deutz D 30, Deutz D-55 e la serie locale A come la Deutz A 110, Deutz A 70-26, Deutz A 50, Deutz A 45, Deutz A-40 / A-40 P, Deutz A 35, Deutz A 30 Deutz A 55.
Poco prima della fine della serie, nel 1964 viene lanciato il primo Deutz a sei cilindri. La potenza erogata dal D 80 è di 75 CV.
Nel 1964 Il logo di Magirus diviene il simbolo dell'azienda KHD.
Successivamente vengono costruite le serie di trattori D05 (1965) con la trazione integrale e la serie D06(1968) di cui furono venduti oltre 380.000 esemplari.
Inoltre, nel 1970 in Argentina, sono stati lanciati i seguenti modelli: A 46 / A 65 - A 65 "cañero" / A 85 / A 100 / A 130 / A 144. 
Nel 1979 in Argentina, viene rilasciata la serie AX: AX 80-S - AX 80-C / AX 100-S / AX 110 L / AX 120-S - AX 120 / AX 160-S / 160-F
Nel 1987 in Argentina, sono stati aggiunti altri due modelli: AX 3.100 L e AX 3.120

## Deutz-Fahr
La Deutz-Fahr nacque nel 1968 dall'acquisizione della maggioranza del capitale azionario di Maschinenfabrik Fahr, importante azienda che già dal secolo precedente produceva attrezzature agricole, da parte del gruppo Klöckner-Humboldt-Deutz AG (KHD).
Nel 1969 viene acquisita anche la Ködel & Böhm di Lauingen, specializzata nella produzione di macchine agricole.
Nel 1972 viene presentata la serie INTRAC.
Nel 1978 vengono lanciati sul mercato i DEUTZ-DX: una nuova generazione con cambi sincronizzati, sistema di lubrificazione forzata, trazione integrale di serie, regolazione elettronica del sollevatore e cabine con sospensioni elastiche, con potenze da 80 a 200 cv.
Dal 1982 tutti i trattori recano il marchio DEUTZ-FAHR.
Nel 1992 Deutz-Fahr raggiunse il traguardo del milionesimo trattore prodotto
Nel 1993 con i trattori AGROSTAR 6.71, 6.81 e 8.31 da 165 e 230 cv vengono adottate le trasmissioni ELECTRONIC POWER SHIFT prodotte dal gruppo SAME+LAMBORGHINI+HÜRLIMANN (SLH).
Nel 1995, con la vendita di KHD Agrartechnik GmbH e di Deutz-Fahr Erntesysteme GmbH al Gruppo italiano SLH nasce il gruppo SAME Deutz-Fahr.
1997 Klöckner-Humboldt-Deutz AG ha cambiato la sua ragione sociale in Deutz AG.La nuova società si concentra sullo sviluppo, produzione, distribuzione e assistenza per motori nella classe di potenza da 4 a 7.400 kW.

## Modelli prodotti

### Trattori

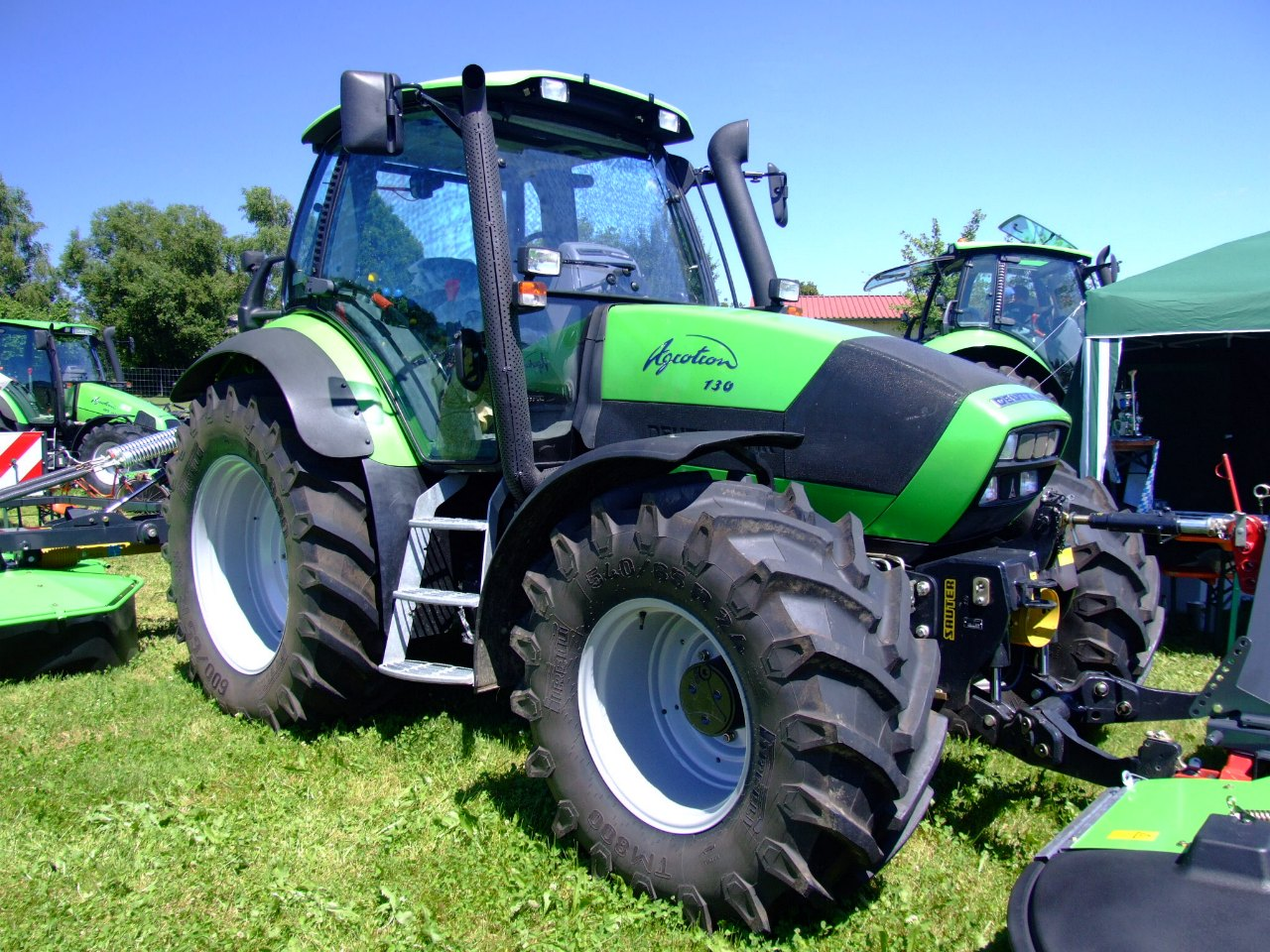
Deutz-Fahr Agrotron II 130

| Serie                                                | Anno     |
| ---------------------------------------------------- | -------- |
| MTH e MTZ                                            | 1927     |
| Deutz F2M 315 28 PS                                  | 1934     |
| Deutz F3M 317 45 PS                                  | 1935     |
| Deutz F1M 414 11 PS                                  | 1936     |
| 514                                                  | 1950     |
| 612                                                  | 1953     |
| Deutz F2L514/4-N                                     | 1957     |
| 712                                                  | 1958     |
| D-Serie (D15 – D80)                                  | 1959     |
| D-05 (D2505 – D9005)                                 | 1965     |
| D-06 (D2506 – D16006, letzterer als Knicklenker)     | 1968     |
| Deutz INTRAC (2002 – 2006)                           | 1972     |
| DX (DX 85 – DX 160)                                  | 1978     |
| D-07 (D2807 – D7807)                                 | 1980/ 81 |
| AgroPrima (DX4.31.-DX6.16) (6.16erst ab 93)          | 1989     |
| AgroXtra (DX3.57 – DX6.17)                           | 1991     |
| AgroStar (DX4.61 – DX6.81)                           | 1992     |
| Agrotron (80 – 265)                                  | 1995     |
| Agrotron TTV (610 - 630)                             | 2003     |
| Agrotron K (K90 – K120)                              | 2006     |
| Agroplus (320 - 420)                                 | 2002     |
| Agrokid (210 - 230)                                  | 2000     |
| Agrofarm (410 - 430)                                 | 2007     |
| Agrotron X (X710 - X720)                             | 2007     |
| Agrotron TTV (TTV610 - TTV630)                       | 2007     |
| Agrotron TTV (TTV 410-430)                           | 2011     |
| Agrotron K (K410,K420,K430,K610)                     | 2007     |
| Agrotron M (M410-420 und M615 und M625, M600 - M650) | 2008     |
| Agrofarm TTV                                         | 2008     |
| Agro XXL 1630                                        | 2009     |
| Agrolux                                              | 2010     |
| Serie 7                                              | 2012     |
| Serie 6                                              | 2012     |
| Serie 5                                              | 2012     |
| Serie 9                                              | 2015     |
| Serie 11                                             | 2016     |

## Gamma odierna
- Serie 5D
- Serie 5D Ecoline
- Serie 5G
- Serie 5C
- Serie 5
- Serie 5 TTV
- Serie 6
- Serie 6 TTV
- Serie 7 TTV
- Serie 9
- Agroplus
- Agroplus Ecoline
- Agrolux 65|75
- Agrolux 310|320|410
- Agrofarm G 410|430
- Agrofarm T Ecoline
- Agrofarm T-TB
- Agrokid
- Agroplus F-V-S
- Agroplus F Ecoline
- Agroclimber
- Agroclimber F-V
- Telescopico - Agrovector
- Caricatori frontali
- Mietitrebbie: Serie C9000; Serie C7000; Serie 6040; Serie 60
- Precision Farming: Agrosky; iMonitor